# Hortonville, New York
Hortonville är en så kallad census-designated place i Sullivan County i delstaten New York. Vid 2010 års folkräkning hade Hortonville 218 invånare.